# Colletotrichum graminicola
Espèce
Colletotrichum graminicola est une espèce de champignons ascomycètes de la famille des Glomerellaceae.
Ce champignon phytopathogène est responsable de l'anthracnose des céréales et notamment du maïs

## Liste des non-classés
Selon NCBI (29 septembre 2014) :
- non-classé Colletotrichum graminicola CBS 113173
- non-classé Colletotrichum graminicola DSMZ 63127
- non-classé Colletotrichum graminicola iJAB2
- non-classé Colletotrichum graminicola LARS 318
- non-classé Colletotrichum graminicola M1.001
- non-classé Colletotrichum graminicola MAFF 511343
- non-classé Colletotrichum graminicola NRRL 13649
- non-classé Colletotrichum graminicola NRRL 47511